# Flughafen Ioannina

i7
i11
i13
Der Flughafen Ioannina (alternativ auch Flughafen Ioannina „King Pyrros“ oder Flughafen Ioannina „Epirus“, griechisch Κρατικός Αερολιμένας Ιωαννίνων «Βασιλεύς Πύρρος», (IATA-Code: IOA, ICAO-Code: LGIO)) ist ein nationaler Flughafen im Westen Griechenlands. Er liegt etwa zwei Kilometer westlich des Dorfes Perama und fünf Kilometer nordwestlich der namensgebenden Stadt Ioannina. Betreiber des Flughafens ist die griechische Hellenic Civil Aviation Authority, kurz HCAA. Der Flughafen besitzt eine 2400 m lange Start- und Landebahn mit der Ausrichtung 14/32. Im Jahr 2015 benutzten rund 85.000 Passagiere den Flughafen.

## Flugziele
| Fluggesellschaft     | Flugziel             |
| -------------------- | -------------------- |
| Olympic Air          | Athen                |
| Tus Airways          | Larnaka              |
| Danish Air Transport | saisonal: Kopenhagen |